# Agua micelar

Las micelas son conjuntos de moléculas de aceite con dos polos: un polo hidrófilo, soluble al agua, y un polo lipófilo, que atrapa las materias grasas que son incompatibles con el agua.

El agua micelar o solución micelar es un producto dermofarmacéutico destinado al cuidado y la limpieza facial. Fue muy popular entre las mujeres francesas, las cuales comenzaron a utilizarlo en 1913, antes de que el agua del grifo fuera accesible para la mayoría de la población. Su principal característica es que consigue eliminar el maquillaje y la suciedad de la piel en un solo paso, sin necesidad de frotar. 
Consiste en una dispersión de micelas en un solvente, generalmente agua. La ausencia de ingredientes irritantes como colorantes, perfumes, parabenos, jabones o alcohol, convierte al agua micelar en un producto que protege de manera especial las pieles sensibles, atópicas o con tendencia reactiva.

## Composición
Los ingredientes principales que componen la solución micelar son agua tratada o purificada, que actúa como solvente, y tensioactivos o surfactantes. Pueden contener otras sustancias con propiedades hidratantes, humectantes, antiinflamatorias o astringentes.
Este producto está compuesto por micelas (de ahí el nombre), un conjunto de moléculas de aceite con dos polos: un polo hidrófilo soluble en agua y un polo lipófilo, encargado de atrapar las materias grasas que son incompatibles con el agua. 
El segundo componente del agua micelar es el agua blanda, un tipo de agua con bajas concentraciones de magnesio e iones de calcio. Este tipo de agua es en teoría la más adecuada para la limpieza de la piel, ya que no deja ningún tipo de residuo.

## Mecanismo
Los tensioactivos presentes en su composición son moléculas anfipáticas, es decir, poseen 2 grupos polares diferentes. Un grupo lipófilo (miscible en aceite) y apolar, y otro grupo hidrófilo (miscible en agua) y polar.
A bajas concentraciones, los surfactantes se posicionan en la interfaz agua/aire. Cuando la concentración aumenta y alcanza la concentración micelar crítica (CMC), los surfactantes forman unas estructuras organizadas llamadas micelas. En estas estructuras microesféricas, las bases hidrófilas se orientan hacia el exterior en contacto con el líquido y las bases hidrófobas se adhieren conformando la parte interna de la micela con capacidad de atrapar impurezas, suciedad y exceso de sebo insolubles en agua.
Las micelas no poseen estructuras moleculares inalterables, sino que son capaces de reagruparse fácilmente, siempre con la cabeza hidrófila en contacto con el líquido y la cola lipófila hacia el extremo opuesto.

## Uso comercial
Se utiliza especialmente como desmaquillante y limpiador facial para eliminar maquillaje, sebo, células muertas y otras impurezas presentes en la piel. Asimismo, algunas soluciones micelares cumplen las mismas funciones que un tónico gracias a su ph fisiológico. Los tensioactivos utilizados en aguas micelares cosméticas suelen ser surfactantes suaves no iónicos que resultan menos agresivos para la superficie cutánea. 
El agua micelar fue popularizada por la compañía farmacéutica francesa Bioderma, que la comercializó a principios de los años 90.